# Mazraeh-ye Mehdiabad-e Now
Mazraeh-ye Mehdiabad-e Now (em persa: مزرعه مهدي ابادنو, também romanizada como Mazra‘eh-ye Mehdīābād-e Now) é uma aldeia do distrito rural de Bidak, no condado de Abadeh, na província de Fars, Irã.
No censo de 2006, sua existência foi registrada, mas sua população não foi contada.